# Podzemníci
Podzemníci (v originále The Subterraneans) je román amerického spisovatele Jacka Kerouaca, vydaný roku 1958. Autobiografický příběh románu je založen na Keroaucově milostném vzplanutí v roce 1953 k afroamerické, drogově závislé dívce Alene Lee, která v románu vystupuje pod jménem Mardou. Kerouac knihu údajně napsal za tři dny a tři noci, kdy pil kávu a bral benzedrin. Odpovídá tomu styl, v knize lze vystopovat snahu zaznamenat každou myšlenku, kterou přinese byť i nepatrný podnět. Výjimkou nejsou košatá souvětí dlouhá přes několik stránek.

## Námět
Kniha popisuje vášnivý dvouměsíční vztah mezi Leo Percepiedem a Mardou Foxovou. Mardou je hezká hubená černoška, která se po měsících vnitřního boje rozhodla utéci od svého dosavadního způsobu života.

## Postavy
Následující tabulka znázorňuje postavy zachycené v Podzemníci a jejich skutečné předlohy osobností, které Kerouac nacházel mezi svými přáteli.
| Skutečná osoba       | Jméno v knize    |
| -------------------- | ---------------- |
| Jack Kerouac         | Leo Percepied    |
| Iris Brodie          | Roxanne          |
| William S. Burroughs | Frank Carmody    |
| Joan Vollmer         | Jane             |
| Lucien Carr          | Sam Vedder       |
| Neal Cassady         | Leroy            |
| Gregory Corso        | Yuri Gligoric    |
| Allen Eager          | Roger Beliot     |
| William Gaddis       | Harold Sand      |
| Allen Ginsberg       | Adam Moorad      |
| LuAnne Henderson     | Annie            |
| John Clellon Holmes  | Balliol MacJones |
| Bill Keck            | Fritz Nicholas   |
| Alene Lee            | Mardou Fox       |
| Jerry Newman         | Larry O'Hara     |
| Gore Vidal           | Arial Lavalina   |

## Obsah
První polovina románu sestává ze sevřených a očistných projevů vášně, Leo Percepied zkoumá původ Mardou, její podivné odcizení a náklonnost k drogově závislým. Na počátku příběhu se přiznává k sebezášti během opileckého žvanění. Po milování od Mardou vždy odchází, aby mohl sednout ke stolu a psát o životě, jaký Mardou vede. Vyjadřuje tak hluboce zakořeněné postoje střední třídy, obavy z toho, jak by rodina přijala barvu její pleti a staví tak sám sebe do nepříliš lichotivého světla.